# Karl-Heinz Rux
Karl-Heinz Rux, född 3 september 1907 i Bromberg, död 8 maj 1945 i Villach, var en tysk jurist och SS-Obersturmbannführer. Under andra världskriget var han Gestapo-chef i Bromberg i Reichsgau Danzig-Westpreußen.

## Biografi
Karl-Heinz Rux var son till en ingenjör. Han gick i folkskolan och gymnasiet i Deutsch Krone. Därefter studerade han rättsvetenskap vid universiteten i Jena, Köln och Bonn. År 1933 inträdde Rux i NSDAP och SS. År 1935 utnämndes han till assessor och verkade inom Gestapo i Münster, Königsberg och Elbing. Efter Anschluss, Tysklands annektering av Österrike, deltog han i uppbyggnaden av Gestapo i Salzburg.

### Andra världskriget
Den 1 september 1939 anföll Tyskland sin östra granne Polen och därmed inleddes andra världskriget. Efter de framryckande tyska arméerna kommenderades särskilda insatsgrupper, Einsatzgruppen, som hade till uppgift att säkra erövrat territorium. Detta innebar i praktiken att döda polsk intelligentia och polska judar. Rux utnämndes till befälhavare för Einsatzkommando 2 inom Einsatzgruppe II. Rux enhet följde 10. Armee i spåren och opererade bland annat i Opole, Radomsko och Końskie.
År 1944 kommenderades Rux till Krain för att delta i bekämpandet av jugoslaviska partisaner. Därtill fick han befäl över Sicherheitsdienst i Bled. I samband med att de tyska trupperna tvingades ut ur Jugoslavien greps Rux av brittiska soldater. Då han fruktade att han skulle bli utlämnad till de jugoslaviska partisanerna, begick han självmord.

## Befordringar inom SS
| Datum           | Tjänstegrad         |
| --------------- | ------------------- |
| 20 april 1938   | Untersturmführer    |
| 1 augusti 1938  | Obersturmführer     |
| 1 november 1938 | Hauptsturmführer    |
| 9 november 1938 | Sturmbannführer     |
| 9 november 1942 | Obersturmbannführer |